# آرتارمون (نیو ساوت ولز)
آرتارمون (به انگلیسی: Artarmon) یک حومه شهر در استرالیا است که در نیو ساوت ولز واقع شده‌است.